# Anisodes granillosa
Anisodes granillosa är en fjärilsart som beskrevs av Paul Dognin 1893. Anisodes granillosa ingår i släktet Anisodes och familjen mätare. Inga underarter finns listade i Catalogue of Life.